# 太鲁阁大戟
太鲁阁大戟（学名：Euphorbia tarokoensis）为大戟科大戟属下的一个种。其种加词“tarokoensis”意为“台湾省花莲县太鲁阁的”。